# Vicelinkirche (Kiel)

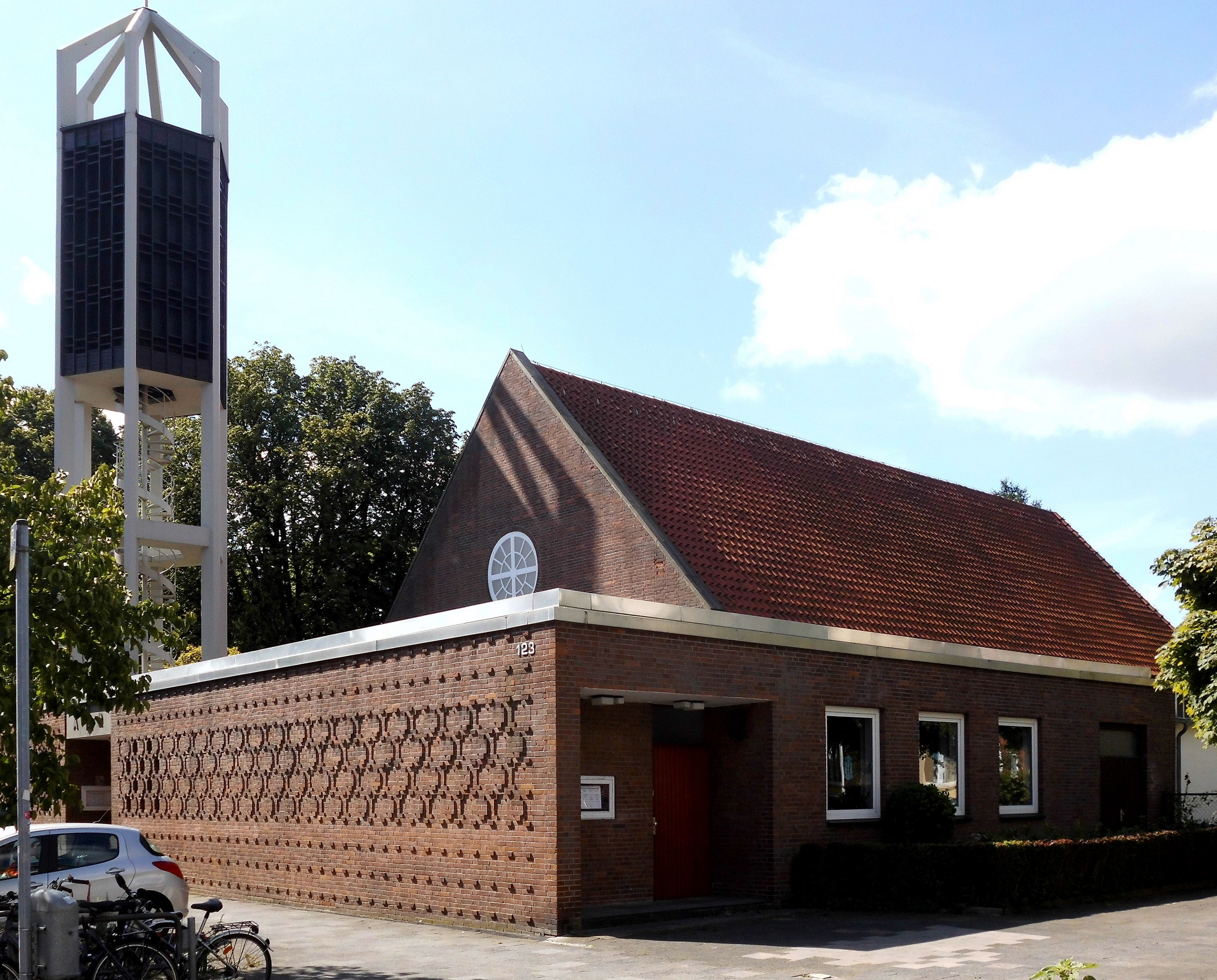
Vicelinkirche Kiel

Die Vicelin-Kirche in Kiel ist eine Bartning-Notkirche der Friedensgemeinde Kiel in der Evangelisch-Lutherischen Kirche in Norddeutschland. Sie liegt in der Paul-Fleming-Straße 2 im Westen der Stadt beim Stadtkloster und ist nach dem deutschen Missionar Vizelin benannt.

## Geschichte

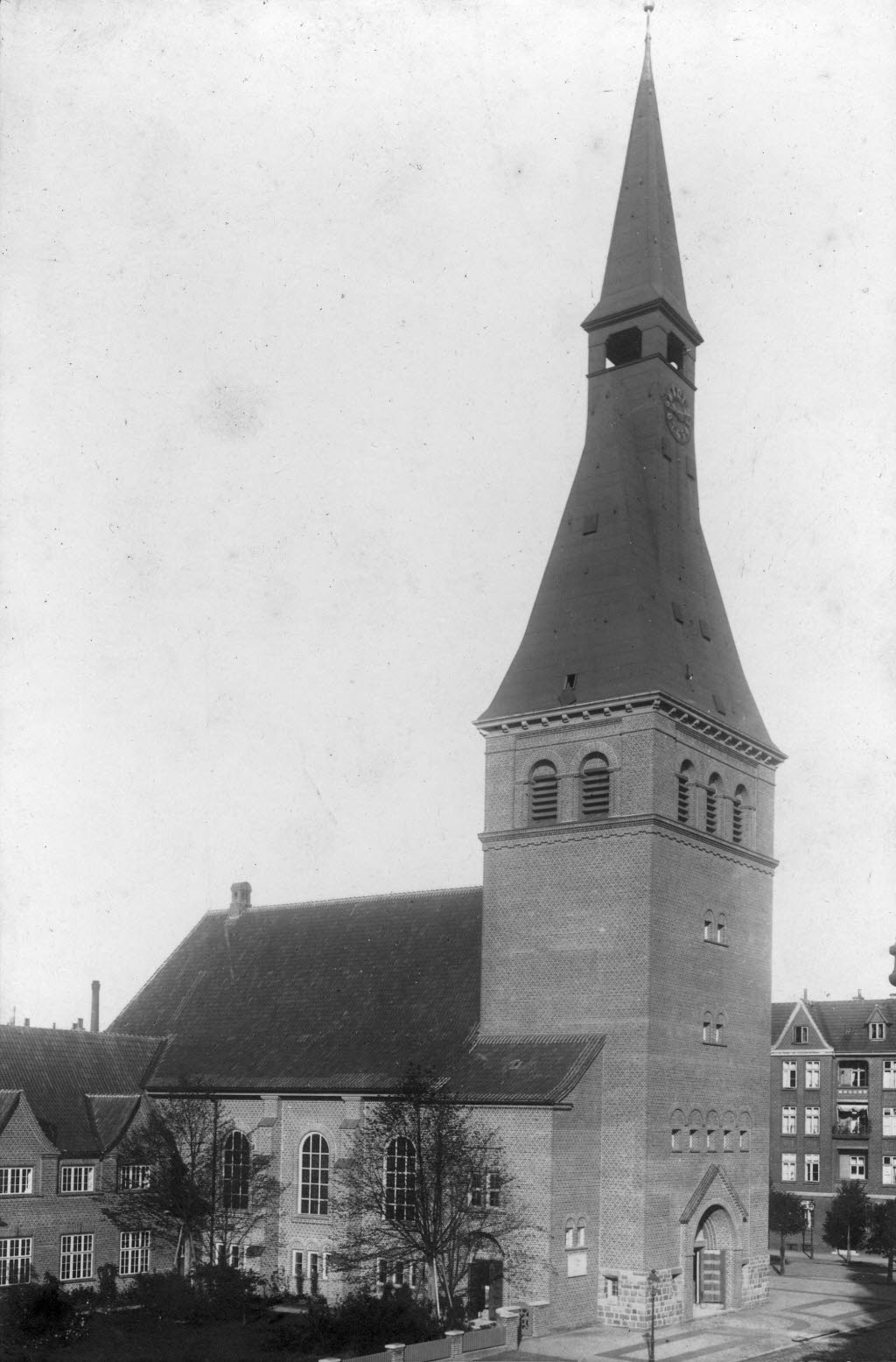
Alte Vicelin-Kirche um 1920

### Vorgeschichte
Im September 1908 wurde die Vicelingemeinde gegründet. Christian Bünz war erster Pastor der Gemeinde. Die Gottesdienste fanden erst in der Jakobikirche, ab 1909 in der höheren Mädchenschule II (heute Käthe-Kollwitz-Schule) statt. Ebenfalls 1909 wurde beschlossen, eine Kirche mit 2 Konfirmandensälen, Küster- und Schwesterwohnung und Pastorat zwischen Harms-, Zastrow- und Paul-Fleming-Straße zu bauen. 1912 wurde der Bau der Kirche unter dem Architekten Johann Theede genehmigt, doch erst am 26. Mai 1914, kurz vor Ausbruch des Ersten Weltkriegs, wurde damit begonnen. Die Frauenhilfe unter dem Patronat der Kaiserin Auguste Viktoria wurde im Januar 1916 gegründet.

### Die erste Vicelinkirche
Am 29. Oktober 1916 wurde die Vicelinkirche nach 2 Jahren Bauzeit eingeweiht. Der Gottesdienst wurde gehalten von Generalsuperintendent Petersen, Pastor Schröder und Probst Mordhorst. Bei der Schlüsselübergabe waren Prinz Heinrich von Preußen und seine Gemahlin Irene von Hessen-Darmstadt anwesend.
Im Juni 1924 wurden drei Glocken angeschafft, die Kriegerglocke (die größte), die Opferglocke (die mittlere) und die Friedensglocke (die kleinste). Sie trugen folgende Inschriften:
"Kriegerglocke werd ich genannt.
Ich grüße sie alle in Meer und Land.
Die Liebe und Leben fürs Vaterland gaben.
Siehe ihr Werk ins Herz euch begraben!
Weh dem Geschlecht, daß der Väter nicht wert.
Siedle es nimmer am deutschen Herd!"
"Opferglocke bin ich geheißen.
Gold und Bronze gab man für Eisen.
Not und Hunger durchzogen das Land.
Als die Kirche dort unten erstand.
Es war eine Zeit voll Herzeleid.
Und war doch eine große Zeit."
"Friedensglocke soll man mich nennen.
Klein ist der Friede und kaum zu kennen.
Wir wurden in stolzem Frieden beschlossen.
Und wurden in bitterem Frieden gegossen.
Frieden soll doch unser Läuten sein.
Deus Zeiten läuten wir ein."
Nach der Zerstörung der Kirche im Zweiten Weltkrieg blieben die Glocken erhalten, konnten aber aufgrund Schäden nicht mehr verwendet werden. Die Friedensglocke hängt heute unten im Turm der wiederaufgebauten Vicelinkirche, durch einen goldenen Ring mit der Inschrift "+ UNSEREN TOTEN + 1914-1918 + 1939-1945" zum Kriegsmahnmal umfunktioniert. Die beiden größeren Glocken stehen heute mit einer Gedenktafel am Eingang des Kieler Südfriedhofs.
Im Juni 1926 bekam die Kirche eine Orgelempore und eine Figur des Bischofs Vicelin von der Kieler Keramikmanufaktur, die über dem Portal angebracht wurde. 1927 wurde die Vicelingemeinde in die eigenständigen Bezirke Vicelin I – III unterteilt. 1939 kam auch noch der Bezirk Vicelin IV dazu. Pastor der Gemeinde Vicelin IV wurde Adolf Plath (1910–1985) der dieses Amt über 40 Jahre innehatte.
Am 9. April 1945 traf eine Bombe das Kirchenschiff der Vicelinkirche. Der Turm wurde wenige Tage später aufgrund statischer Mängel gesprengt. Erhalten geblieben sind das Pastorat / Gemeindehaus und wenige Inventargegenstände der Kirche.

### Die zweite Vicelinkirche
Die heutige Vicelin-Kirche war die erste Kieler Nachkriegskirche, die im Rahmen des evangelischen Notkirchenprogramms errichtet wurde. Sie wurde in den Jahren 1949 und 1950 mit Unterstützung der Amerikanischen Sektion des Lutherischen Weltbunds erbaut und am 12. März 1950 geweiht.
Am 1. Januar 2005 schlossen sich die Gemeinden St.-Jürgen, Heiland und Vicelin zur Evangelisch-lutherischen Friedensgemeinde Kiel zusammen.

### Hasselgrund
Im September 1928 bekam die Gemeinde Vicelin II ein Sommerhäuschen namens "Hasselgrund" mit einem Grundstück von 2547 m² im Julienluster Weg in Hasseldieksdamm zur Stärkung der Gemeindearbeit im Landbezirk vom Verband geschenkt. Nach einem Brand wurde es 1958 neu aufgebaut. Heute finden dort alljährlich die Pfingstgottesdienste und andere Veranstaltungen statt.

## Bau und Ausstattung

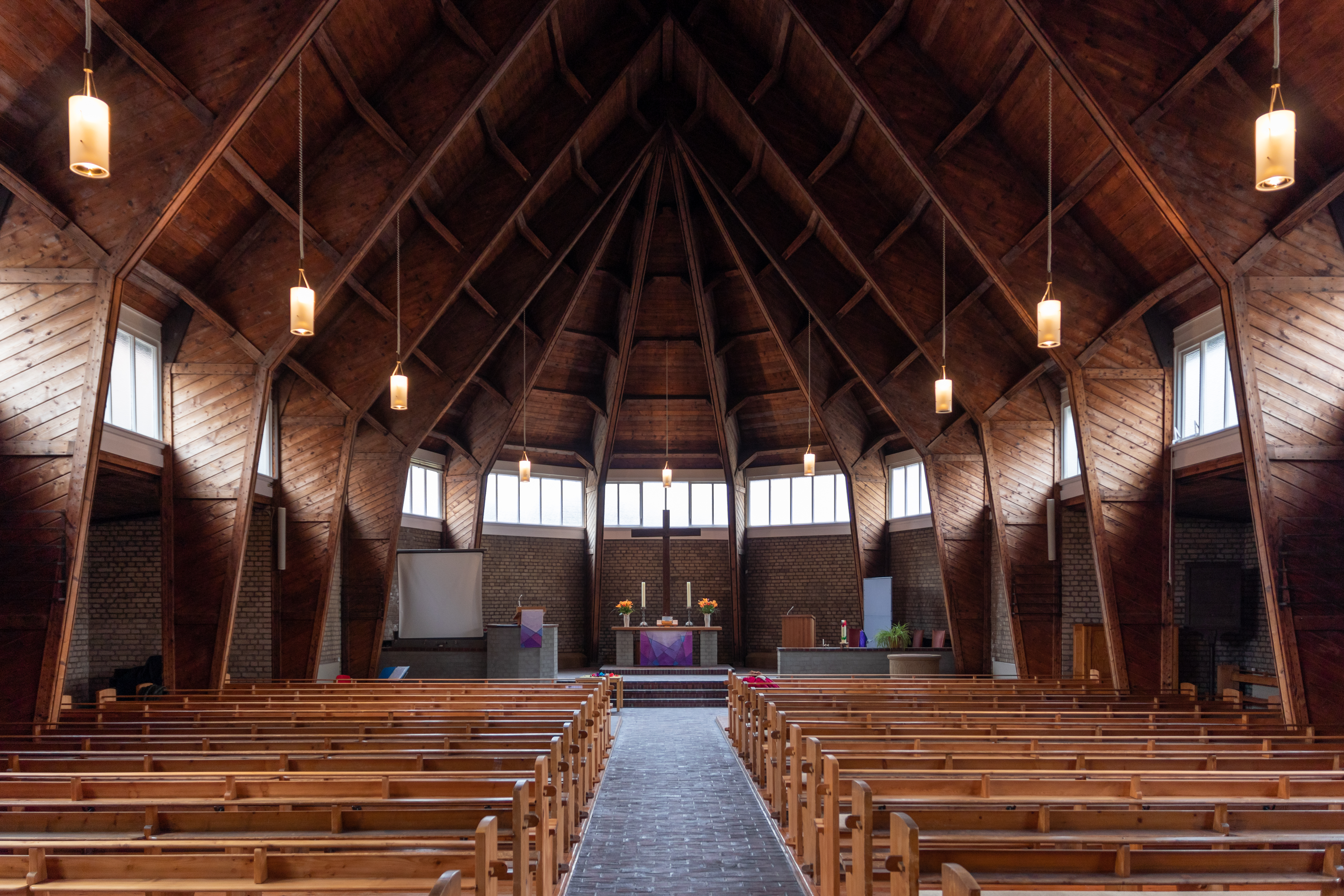
Blick in den Innenraum.

Die Vicelin-Kirche ist eine abgewandelte sogenannte Typ-B-Kirche nach dem Typenentwurf des Architekten Otto Bartning mit unverputztem Mauerwerk aus Trümmergesteinen und einer Konstruktion aus acht vorgefertigten dreigelenkigen Holzbindern mit polygonalem Chorabschluss (wie die anderen Bartning-Notkirchen). Das unterhalb des Daches umlaufende Fensterband hat eine Milchverglasung. Weil die Kirche auf dem Fundament des Vorgängerbaus errichtet wurde, erhielt sie ein zusätzliches Binderpaar. In den Jahren 1964/65 wurde der Kirche ein freistehendes Glockenturmgerüst aus Betonteilen beigestellt, das Wilhelm Neveling schuf.
Die ursprüngliche Ausstattung ist schlicht. In der Kirche wurde ein neuromanisches Taufbecken aus Sandstein wiederverwendet. Gleichzeitig mit der Errichtung des Turmgerüsts wurde eine Orgelempore geschaffen.

## Heutige Ausstattung
- Altar mit Holzkreuz, 2 Altarleuchtern von 1831, 2 Blumenvasen und großer Bibel.
- Kanzel
- Pult
- Taufbecken
- Orgel von 1965
- Grünes, Violettes und Weißes Parament aus der Ratzeburger Parametwerkstatt
- 39 Bänke

Folgende Ausstattung ist aus der alten Kirche erhalten geblieben:
- neoromanisches Sandstein-Taufbecken von dem Kieler Steinmetz Ludwig Petersen, mit versilbertem Einsatz (Taufschale) (um 1916)
- Altarleuchter von 1831 mit der Gravur: Bendix Christian Friedrich Lücke. Johann Gabriel Willrodt. Christian Friedrich Hansen. (unidentifizierbares Zeichen) 6.t Januar 1831. Die klassizistischen Leuchter stammen vermutlich aus der Vicelinkirche (Neumünster)
- neogotische Liedtafel aus Eiche (um 1916)

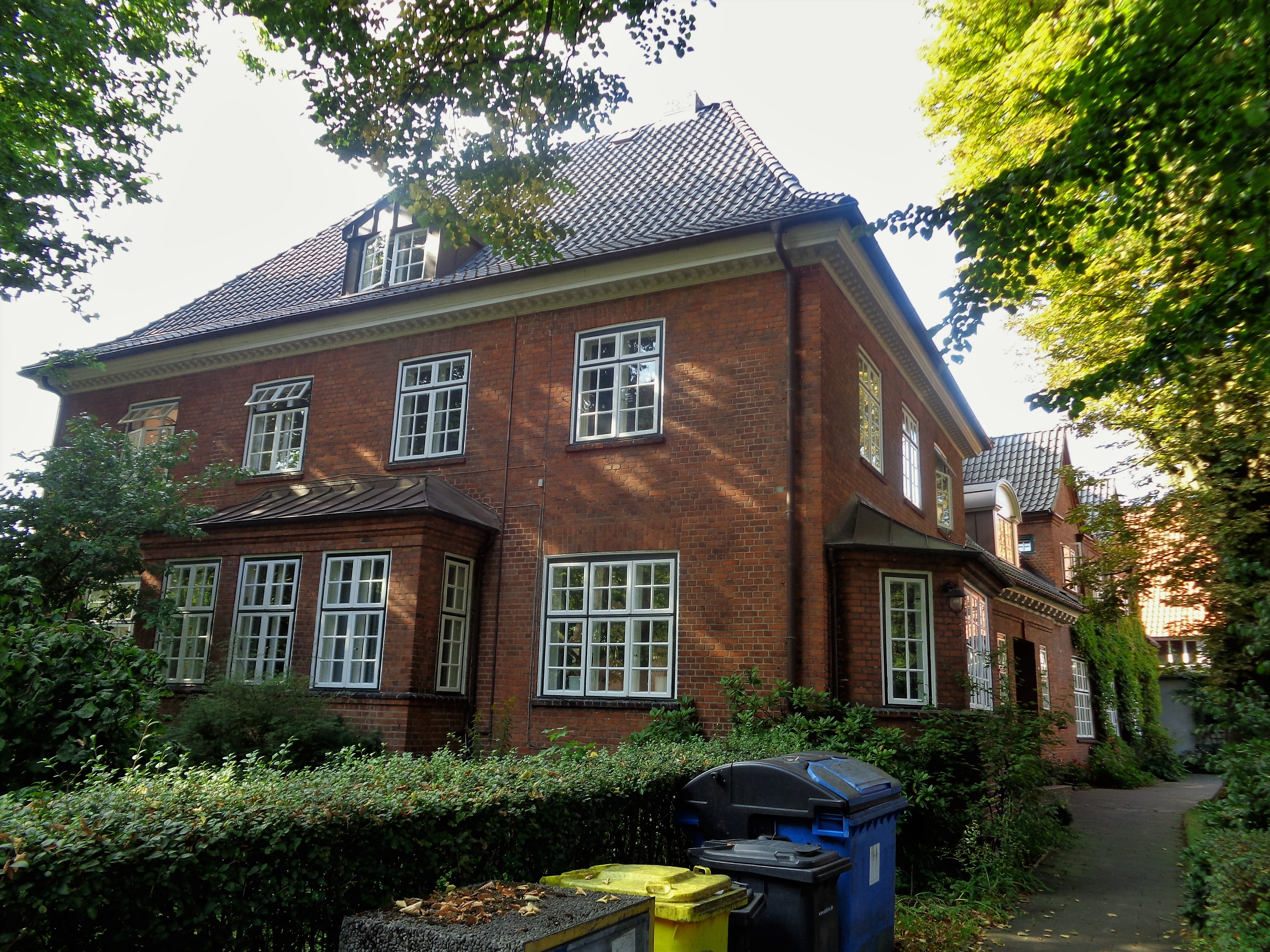
Dazugehöriges Gemeindehaus
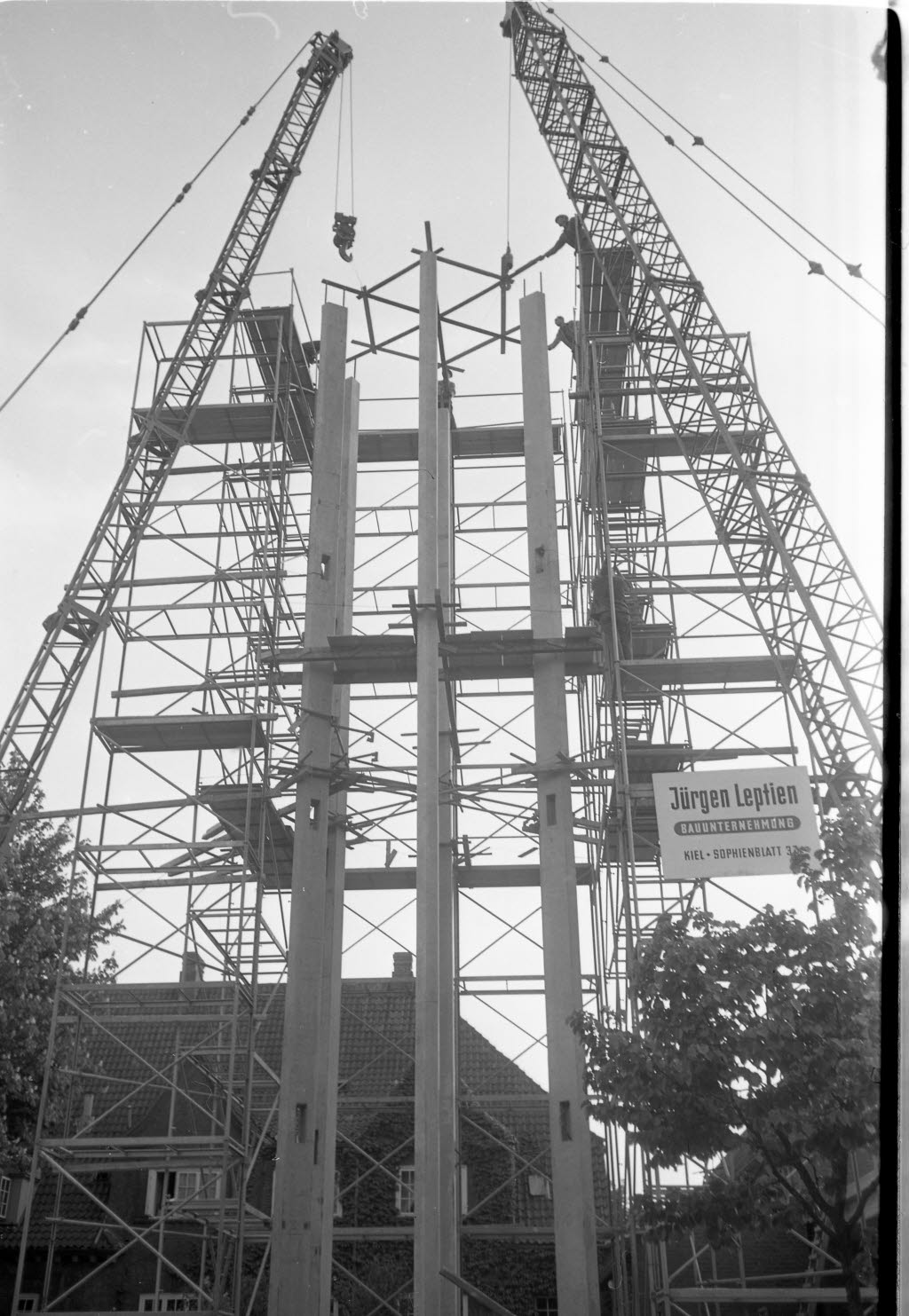
Turmbau
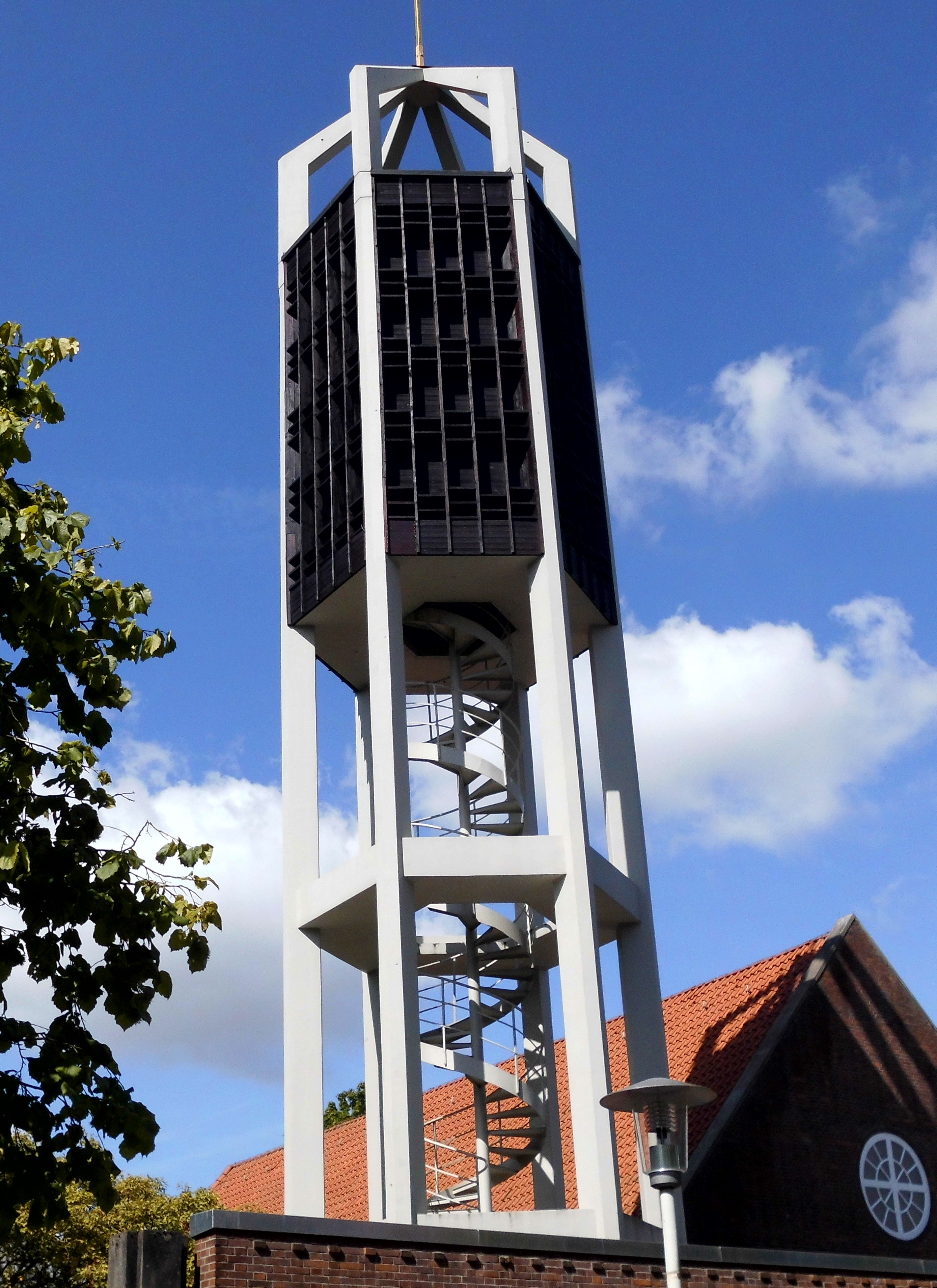
Turm heute
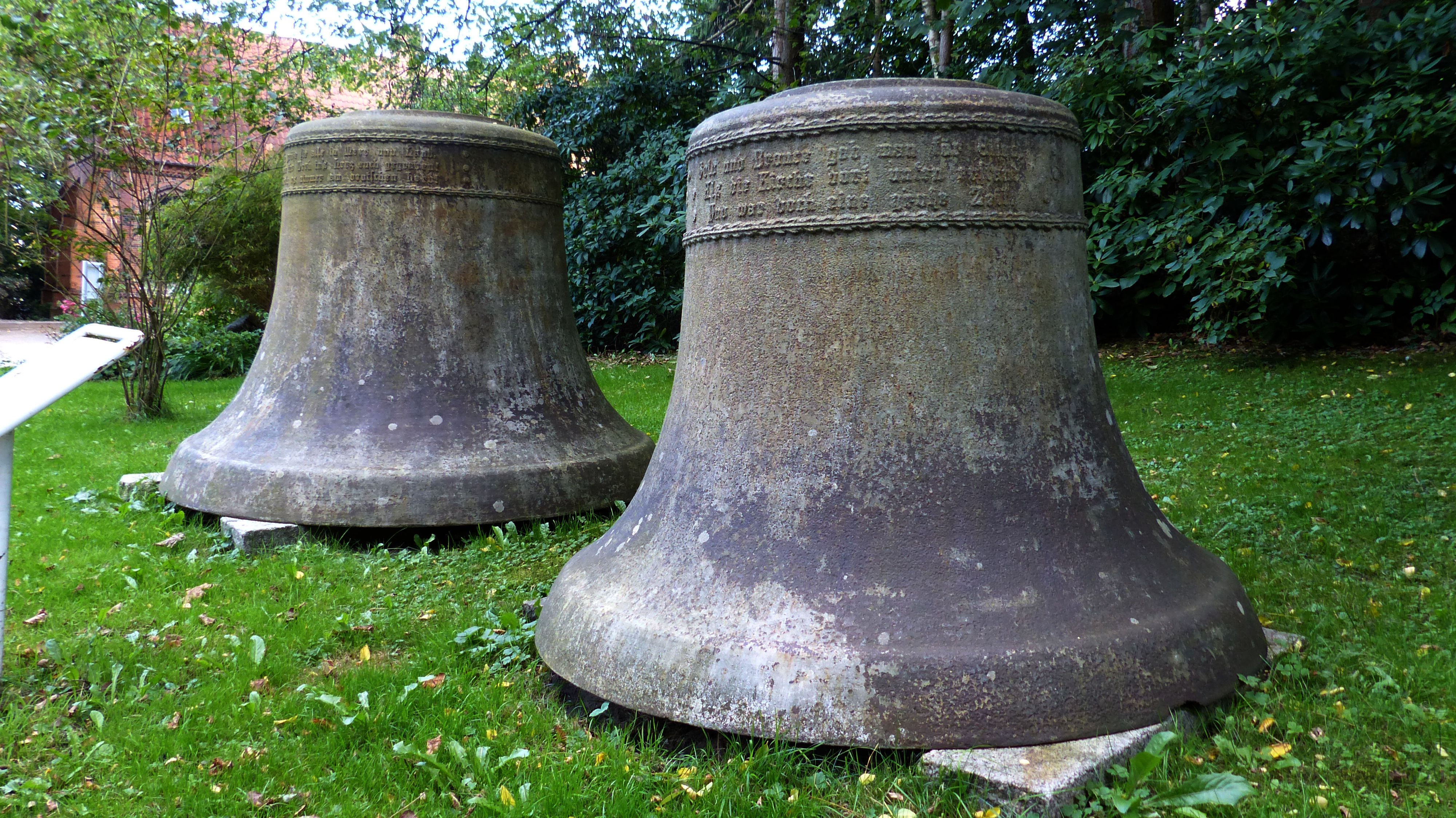
Alte Glocken
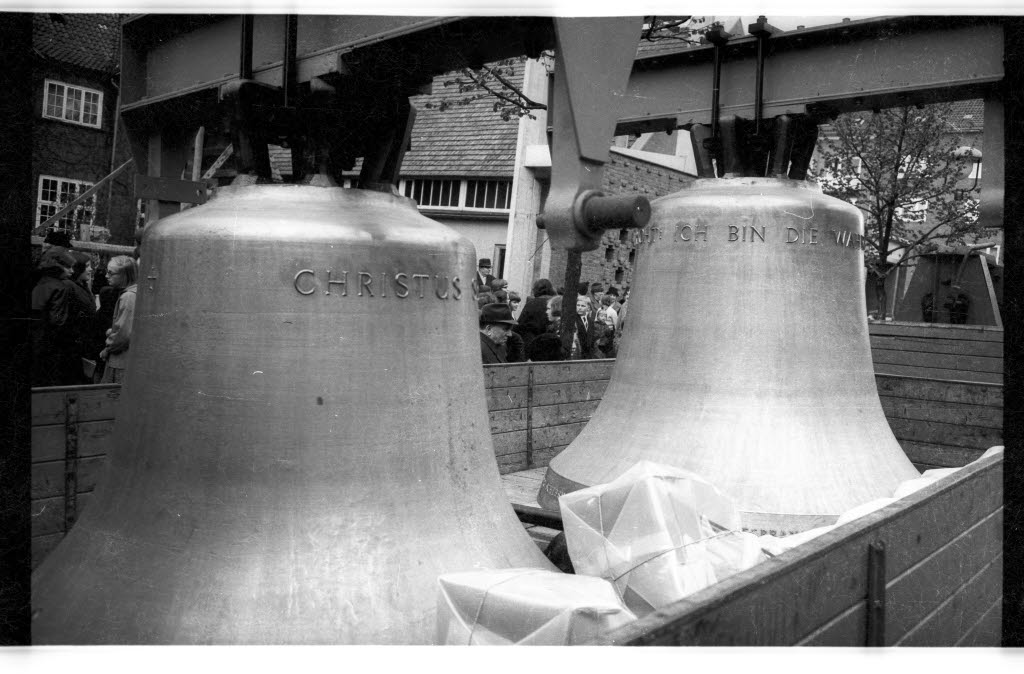
Heutige Glocken
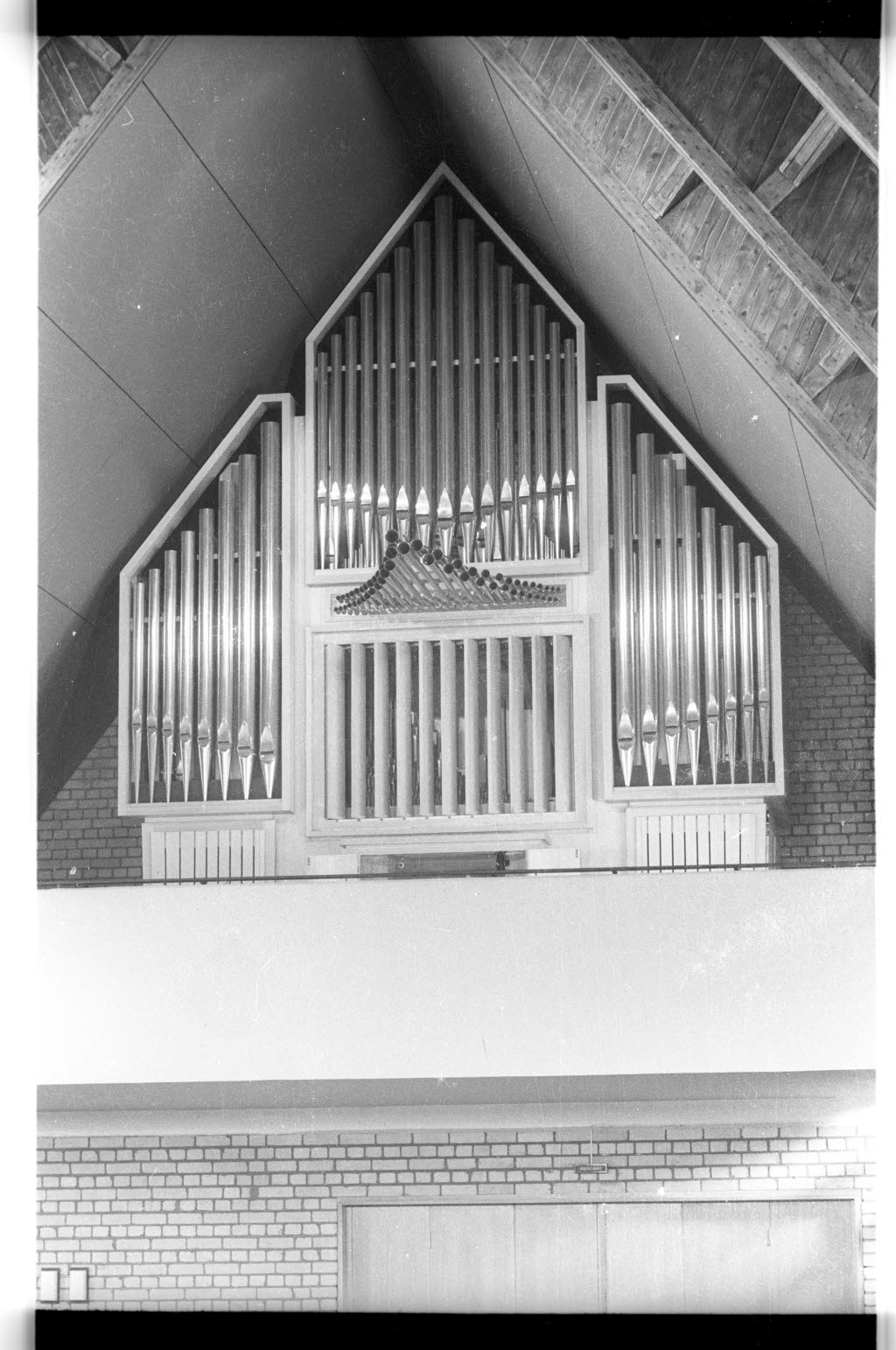
Orgel

## Glocken
Nach dem Bau des neuen Turmes erhielt die Kirche am 6. Mai 1965 drei neue Glocken mit den Tönen fis' a' und h'. Die Glocken erklingen in der Melodielinie des altkirchlichen Te Deums.

## Bildmotiv
Eine Darstellung der Vicelinkirche wurde als Motiv auf dem Kieler Weihnachtsbecher 2000 verwendet.